# Calabazas de Fuentidueña
Calabazas de Fuentidueña er en by og kommune i det centrale Spanien i provinsen Segovia. Den har et indbyggertal på 25 (2024) indbyggere.